# Wohnsiedlung Selnau
Die Wohnsiedlung Selnau, auch Wohnüberbauung Selnau-Zürich, ist eine auf dem Gelände des alten Bahnhofs Selnau erstellte Überbauung in der Altstadt von Zürich. Sie ist die 44. von der Stadt Zürich gebaute Wohnsiedlung und war 1995 bezugsbereit. 

## Lage
Die Überbauung befindet sich am Sihlufer zwischen der Sihlhölzistrasse und der Sihlamtstrasse auf einem langgezogenen dreieckigen Grundstück. Die nach Westen zeigende Spitze des Dreiecks liegt über dem Eingang der Tunnelstrecke vom Giesshübel zum Hauptbahnhof der Sihltal-Zürich-Uetliberg-Bahn (SZU). Ein öffentlicher Weg auf dem Dach des Tunnelportals wurde in die Siedlung integriert.

## Bauwerk
Die Blockrandbebauung mit drei Innenhöfen wird durch das Sozialzentrum Selnau der Sozialen Dienste der Stadt Zürich gegen die Selnaustrasse abgeschlossen. Sie wurden durch Martin Spühler entworfen. In der Überbauung sind 64 Wohnungen untergebracht, deren Grösse von einer 52 m² anderthalb Zimmer-Wohnungen bis zu 175 m² sechseinhalb Zimmer-Wohnungen reicht. Um die Innenhöfe sind die Wohnungen angeordnet. Sie werden vom Treppenhaus über eine Terrasse betreten, wobei sich die Wohnungstür direkt am Treppenhaus befindet, sodass die Terrasse ein Privatraum ist. Unter den Gebäuden befinden sich eine Tiefgarage, die für 64 Autos Platz bietet. In die Überbauung ist auch ein Kindergarten integriert. Im Kopfbau gegen die Selnaustrasse sind in einer Arkade Verkaufsräume untergebracht.